# Patrick Eluke
Patrick Eluke (* 25. März 1967 in Ekpeye, Rivers, Nigeria) ist ein nigerianischer Geistlicher und römisch-katholischer Weihbischof in Port Harcourt.

## Leben
Patrick Eluke besuchte zunächst das Kleine Seminar in Port Harcourt, bevor er Philosophie am Bigard Memorial Seminary in Ikot Ekpene und Katholische Theologie in Enugu studierte. Er empfing am 23. September 1995 das Sakrament der Priesterweihe. Eluke wurde an der Universität Port Harcourt im Fach Biblische Exegese promoviert.
Anschließend war Patrick Eluke als Pfarrvikar in der Pfarrei St. Anthony in Igwuruta tätig, bevor er 1996 Pfarrer der Pfarrei St. Bernard in Biara wurde. Von 1997 bis 2002 war er Pfarrer der Pfarreien St. Dominic in Bane, St. Francis in Kpean und St. Paul in Ngo. 2005 wurde Eluke Pfarrer der Pfarrei Saints Peter and Paul Parish in Elenlenwo und 2007 Pfarrer der Pfarrei Queen of the Apostles Parish in Rumuepirikom. Von 2012 bis 2013 war er als Pfarrer der Pfarrei Sacred Heart Parish in Diobu tätig, bevor er Studentenseelsorger an der Universität Port Harcourt wurde. Seit 2014 lehrte Patrick Eluke Bibelwissenschaft an der Universität Port Harcourt. Zudem wurde er 2015 Pfarrer der Pfarrei St. Francis of Assisi in Rumuokwuta und 2016 Verantwortlicher für die Berufungspastoral im Bistum Port Harcourt.
Am 12. Februar 2019 ernannte ihn Papst Franziskus zum Titularbischof von Photice und zum Weihbischof in Port Harcourt. Der Apostolische Nuntius in Nigeria, Erzbischof Antonio Filipazzi, spendete ihm am 9. Mai desselben Jahres in der Kathedrale von Port Harcourt die Bischofsweihe. Mitkonsekratoren waren der Erzbischof von Calabar, Joseph Effiong Ekuwem, und der Bischof von Port Harcourt, Camillus Archibong Etokudoh.
Seit dem Rücktritt von Bischof Camillus Archibong Etokudoh am 9. April 2025 verwaltet Patrick Eluke das vakante Bistum Port Harcourt als Apostolischer Administrator.